# Winter X Games 16
Winter X Games XVI (ang. 16 Winter X Games), odbywały się od 26 do 29 stycznia 2012 w Aspen w stanie Kolorado. Zawody z tego cyklu odbywały się już 11. raz z rzędu w Aspen. 

## Konkurencje
- Narciarstwo
- Snowboard
- Snowmobiling

## Wyniki

### Narciarstwo

#### Slopestyle mężczyzn
| Miejsce | Zawodnik         | Przejazd 1 | Przejazd 2 | Przejazd 3 | Najlepszy |
| ------- | ---------------- | ---------- | ---------- | ---------- | --------- |
|         | Thomas Wallisch  | 93.66      | 59.66      | 96.00      | 96.00     |
|         | Nicholas Goepper | 88.33      | 94.66      | 88.66      | 94.66     |
|         | Andreas Håtveit  | 87.66      | 90.66      | 92.00      | 92.00     |
| 4       | Gus Kenworthy    | 89.33      | 46.00      | 36.66      | 89.33     |
| 5       | Russell Henshaw  | 85.00      | 89.00      | 20.00      | 89.00     |
| 6       | P.K. Hunder      | 77.66      | 86.33      | 86.00      | 86.33     |
| 7       | Bobby Brown      | 65.33      | 39.66      | 83.33      | 83.33     |
| 8       | Alex Schlopy     | 33.66      | 40.00      | 77.00      | 77.00     |

#### Slopestyle kobiet
| Miejsce | Zawodniczka      | Przejazd 1 | Przejazd 2 | Przejazd 3 | Najlepszy |
| ------- | ---------------- | ---------- | ---------- | ---------- | --------- |
|         | Kaya Turski      | 88.33      | 88.66      | 95.00      | 95.00     |
|         | Devin Logan      | 56.33      | 42.66      | 92.33      | 92.33     |
|         | Anna Segal       | 90.00      | 86.33      | 14.66      | 90.00     |
| 4       | Keri Herman      | 87.00      | 60.33      | 45.33      | 87.00     |
| 5       | Ashley Battersby | 39.00      | 85.00      | 86.00      | 86.00     |
| 6       | Dara Howell      | 48.00      | 81.33      | 63.00      | 81.33     |
| 7       | Emma Dahlström   | 69.33      | 46.00      | 77.66      | 77.66     |
| 8       | Megan Olenick    | 25.00      | 71.00      | 30.66      | 71.00     |
| 9       | Rose Battersby   | 32.00      | 29.00      | 51.00      | 51.00     |
| 10      | Kim Lamarre\|    | 28.66      | 38.00      | 39.00      | 39.00     |

### Superpipe mężczyzn
| Miejsce | Zawodnik            | Przejazd 1 | Przejazd 2 | Przejazd 3 | Najlepszy |
| ------- | ------------------- | ---------- | ---------- | ---------- | --------- |
|         | David Wise          | 86.33      | 93.00      | 77.66      | 93.00     |
|         | Noah Bowman         | 87.66      | 38.00      | 90.00      | 90.00     |
|         | Torin Yater-Wallace | 85.33      | 38.66      | 89.66      | 89.66     |
| 4       | Kevin Rolland       | 28.00      | 89.33      | 26.66      | 89.33     |
| 5       | Tucker Perkins      | 79.33      | 86.00      | 88.33      | 88.33     |
| 6       | Simon Dumont        | 82.66      | 74.00      | 87.00      | 87.00     |
| 7       | Mike Riddle         | 80.33      | 33.33      | 23.00      | 80.33     |
| 8       | Justin Dorey        | 25.33      | 38.33      | DNS        | 38.33     |

### Superpipe kobiet
| Miejsce | Zawodniczka         | Przejazd 1 | Przejazd 2 | Przejazd 3 | Najlepszy |
| ------- | ------------------- | ---------- | ---------- | ---------- | --------- |
|         | Rosalind Groenewoud | 87.33      | 93.66      | 15.66      | 93.66     |
|         | Maddie Bowman       | 91.00      | 92.00      | 90.00      | 92.00     |
|         | Brita Sigourney     | 21.66      | 36.33      | 90.66      | 90.66     |
| 4       | Anaïs Caradeux      | 89.00      | 82.33      | 87.00      | 89.00     |
| 5       | Devin Logan         | 80.66      | 87.00      | 87.66      | 87.66     |
| 6       | Keltie Hansen       | 86.33      | 10.00      | 29.66      | 86.33     |
| 7       | Dara Howell         | 22.33      | 13.66      | 70.66      | 70.66     |
| 8       | Megan Gunning       | 18.00      | 24.00      | 49.00      | 49.00     |

### Big Air mężczyzn
| Miejsce | Zawodnik      | Dwa Najlepsze | Łącznie |
| ------- | ------------- | ------------- | ------- |
|         | Bobby Brown   | 44 + 44       | 88      |
|         | Kai Mahler    | 43 + 41       | 84      |
|         | Jossi Wells   | 44 + 39       | 83      |
| 4       | Gus Kenworthy | 37 + 35       | 72      |
| 5       | Sammy Carlson | 40 + 32       | 72      |

### Skier X mężczyzn
| Miejsce | Zawodnik              | Czas    |
| ------- | --------------------- | ------- |
|         | Christopher Del Bosco | 1:20.59 |
|         | Filip Flisar          | 1:20.73 |
|         | David Duncan          | 1:20.81 |
| 4       | Jouni Pellinen        | 1:21.01 |
| 5       | Casey Puckett         | 1:21.45 |
| 6       | Christian Mithassel   | 1:21.93 |

### Skier X kobiet
| Miejsce | Zawodniczka        | Czas    |
| ------- | ------------------ | ------- |
|         | Marte Høie Gjefsen | 1:26.88 |
|         | Hedda Berntsen     | 1:27.79 |
|         | Jenny Owens        | 1:29.06 |
| 4       | Marielle Berger    | 1:29.17 |
| 5       | Marielle Thompson  | 2:00.27 |
| 6       | Sanna Lüdi         | DNF     |

### Mono Skier X mężczyzn
| Miejsce | Zawodnik        | Czas    |
| ------- | --------------- | ------- |
|         | Samson Danniels | 1:51.98 |
|         | Gregory Peck    | 1:52.61 |
|         | Josh Dueck      | 1:53.14 |
| 4       | Sean Rose       | 1:53.57 |

## Snowboard

### Superpipe mężczyzn
| Miejsce | Zawodnik           | Przejazd 1 | Przejazd 2 | Przejazd 3 | Najlepszy |
| ------- | ------------------ | ---------- | ---------- | ---------- | --------- |
|         | Shaun White        | 94.00      | 71.33      | 100.00     | 100.00    |
|         | Jurij Podładczykow | 90.00      | 92.00      | 93.00      | 93.00     |
|         | Ryō Aono           | 73.33      | 68.66      | 86.00      | 86.00     |
| 4       | Christian Haller   | 33.33      | 83.00      | 13.33      | 83.00     |
| 5       | Matt Ladley        | 78.66      | 29.66      | 41.33      | 78.66     |
| 6       | Louie Vito         | 70.00      | 9.33       | 18.66      | 70.00     |
| 7       | Greg Bretz         | 60.00      | 10.00      | 7.33       | 60.00     |
| 8       | Luke Mitrani       | 37.00      | 32.00      | 37.66      | 37.66     |

### Superpipe kobiet
| Miejsce | Zawodniczka        | Przejazd 1 | Przejazd 2 | Przejazd 3 | Najlepszy |
| ------- | ------------------ | ---------- | ---------- | ---------- | --------- |
|         | Kelly Clark        | 73.66      | 90.00      | 93.66      | 93.66     |
|         | Elena Hight        | 65.00      | 80.66      | 83.66      | 83.66     |
|         | Hannah Teter       | 35.00      | 76.00      | 12.00      | 76.00     |
| 4       | Gretchen Bleiler   | 12.66      | 56.66      | 65.00      | 65.00     |
| 5       | Kaitlyn Farrington | 18.33      | 60.00      | 28.00      | 60.00     |
| 6       | Cai Xuetong        | 51.66      | 39.66      | 17.33      | 51.66     |
| 7       | Torah Bright       | 27.66      | 15.33      | 24.33      | 27.66     |
| 8       | Maddy Schaffrick   | 14.33      | 11.00      | 12.66      | 14.33     |

### Snowboard X mężczyzn
| Miejsce | Zawodnik         | Czas    |
| ------- | ---------------- | ------- |
|         | Nate Holland     | 1:27.57 |
|         | Nick Baumgartner | 1:28.10 |
|         | Jayson Hale      | 1:33.27 |
| 4       | Alex Deibold     | 1:56.82 |
| 5       | Pierre Vaultier  | 2:46.44 |
| 6       | Stian Sivertzen  | 3:10.80 |

### Snowboard X kobiet
| Miejsce | Zawodniczka       | Czas    |
| ------- | ----------------- | ------- |
|         | Dominique Maltais | 1:31.61 |
|         | Aleksandra Żekowa | 1:33.34 |
|         | Maelle Ricker     | 1:33.64 |
| 4       | Susi Moll         | 1:34.53 |
| 5       | Yuka Fujimori     | 1:35.19 |
| 6       | Zoe Gillings      | 1:35.73 |

### Big Air mężczyzn
| Miejsce | Zawodnik          | Wynik |
| ------- | ----------------- | ----- |
|         | Mark McMorris     | 80    |
|         | Torstein Horgmo   | 76*   |
|         | Sebastien Toutant | 76    |
| 4       | Eric Willett      | 76    |
| 5       | Seppe Smits       | 68    |

### Slopestyle mężczyzn
| Miejsce | Zawodnik          | Przejazd 1 | Przejazd 2 | Przejazd 3 | Najlepszy |
| ------- | ----------------- | ---------- | ---------- | ---------- | --------- |
|         | Mark McMorris     | 90.00      | 93.00      | 8.33       | 93.00     |
|         | Sage Kotsenburg   | 30.00      | 37.66      | 88.00      | 88.00     |
|         | Peetu Piiroinen   | 60.00      | 70.00      | 86.00      | 86.00     |
| 4       | Sebastien Toutant | 83.66      | 47.66      | 21.66      | 83.66     |
| 5       | Seppe Smits       | 26.00      | 40.66      | 79.33      | 79.33     |
| 6       | Gjermund Braaten  | 29.00      | 78.66      | 17.00      | 78.66     |
| 7       | Eric Willett      | 38.66      | 63.00      | 37.00      | 63.00     |
| 8       | Torstein Horgmo   | 28.33      | 24.00      | 29.66      | 29.66     |

### Slopestyle kobiet
| Miejsce | Zawodniczka          | Wynik |
| ------- | -------------------- | ----- |
|         | Jamie Anderson       | 95.33 |
|         | Enni Rukajärvi       | 82.66 |
|         | Kjersti Buaas        | 78.33 |
| 4       | Charlotte van Gils   | 65.00 |
| 5       | Spencer O’Brien      | 60.00 |
| 6       | Silje Norendal       | 55.00 |
| 7       | Cheryl Maas          | 44.66 |
| 8       | Silvia Mittermueller | 31.66 |
| 9       | Šárka Pančochová     | 24.00 |
| 10      | Rebecca Torr         | 15.66 |

### Snowboard Street mężczyzn
| Miejsce | Zawodnik      | Punkty |
| ------- | ------------- | ------ |
|         | Forest Bailey | 88     |
|         | Ryan Paul     | 83     |
|         | Nick Visconti | 76     |
| 4       | Ethan Deiss   | 74     |
| 5       | Phil Jacques  | 10     |

## Snowmobile mężczyzn

### Freestyle
| Miejsce | Zawodnik     | Przejazd 1 | Przejazd 2 | Najlepszy |
| ------- | ------------ | ---------- | ---------- | --------- |
|         | Colten Moore | 92.66      | 93.66      | 93.66     |
|         | Joe Parsons  | 90.66      | 89.00      | 90.66     |
|         | Caleb Moore  | 87.00      | 86.00      | 87.00     |
| 4       | Heath Frisby | 80.00      | 82.66      | 82.66     |

### Best Trick
| Miejsce | Zawodnik     | Punkty |
| ------- | ------------ | ------ |
|         | Heath Frisby | 96.66  |
|         | Colten Moore | 89.66  |
|         | Joe Parsons  | 88.00  |
| 4       | Cory Davis   | 79.33  |
| 5       | Caleb Moore  | 72.00  |
| 6       | Justin Hoyer | 71.33  |

## Klasyfikacja medalowa
| Lp. | Państwo           | złoto | srebro | brąz | razem |
| --- | ----------------- | ----- | ------ | ---- | ----- |
| 1   | Stany Zjednoczone | 10    | 10     | 7    | 27    |
| 2   | Kanada            | 7     | 1      | 4    | 12    |
| 3   | Norwegia          | 1     | 2      | 3    | 5     |
| 4   | Szwajcaria        | 0     | 2      | 0    | 2     |
| 5   | Finlandia         | 0     | 1      | 1    | 2     |
| 6   | Australia         | 0     | 0      | 2    | 2     |
| 7   | Bułgaria          | 0     | 1      | 0    | 1     |
| 8   | Słowenia          | 0     | 1      | 0    | 1     |
| 9   | Nowa Zelandia     | 0     | 0      | 1    | 1     |
| 10  | Japonia           | 0     | 0      | 1    | 1     |